# Wilhelm Obermüller
Wilhelm Obermüller (* 22. Februar 1809 in Karlsruhe; † 6. August 1888 in Wien) war ein deutscher Laien-Geschichtswissenschaftler und -Sprachwissenschaftler, insbesondere ein Anhänger der Keltomanie.

## Leben
Obermüller wurde als Sohn eines Oberkriegskommissärs geboren und studierte nach dem Besuch des Gymnasiums in Karlsruhe ab dem Wintersemester 1828/29 Rechtswissenschaften an der Universität Heidelberg. Er wurde dort während seines Studiums 1828 Mitglied der Burschenschaft Fäßlianer. Ab dem Wintersemester 1831/1832 studierte er an der Universität Freiburg. Er war 1832 Gründungsmitglied und Schreiber der Alten Freiburger Burschenschaft Germania. 1832 nahm er auf dem Burschentag in Stuttgart teil. Obermüller erhielt am 24. Mai 1832 das Consilium abeundi.
Er war Sprecher auf dem Hambacher Fest (vom 27. Mai bis zum 1. Juni 1832). Obermüller beteiligte sich am Frankfurter Wachensturm am 3. April 1833. Er wurde am 19. Oktober 1836 zu lebenslänglicher Zuchthausstrafe und Ersatz der Kosten verurteilt. Am 10. Januar 1837 gelang ihm und fünf Mithäftlingen, darunter Johann Wilhelm Sauerwein, der Ausbruch aus der Haft. Er ging nach Paris und wurde Mitglied des Bunds der Geächteten. 1845 erfolgte eine Amnestie. Obermüller ging nach Karlsruhe und betätigte sich als Schriftsteller.
1848 wurde er Redakteur des Mannheimer Journals, dann der Karlsruher Zeitung. 1849 wurde er Schriftleiter der Frankfurter Zeitung, dem Organ der Großdeutschen Fraktion der Frankfurter Nationalversammlung. 1860 ging er als Schriftleiter nach Leipzig.
1870 musste er von Leipzig nach Wien fliehen, weil er sich als Herausgeber und Besitzer der Sächsischen Zeitung gegen eine Beteiligung Sachsens am Krieg gegen Frankreich ausgesprochen und sich als Eiferer für Österreich ausgewiesen hatte. Eine gewalttätige Menge vor seinem Haus hatte verlangt „Schlagt ihn tod! Reißt ihn in Stücke!“
Seine Werke behandeln mehrfach offene Fragen der Vorgeschichte der Völker. Unter anderem übersetzte er die Chronicles of Eri, eine pseudohistorische Chronik zur irischen Vorzeit, aus dem Englischen ins Deutsche.
Der Königsberger Rechtswissenschaftler Felix Dahn äußerte sich spöttisch zu Obermüllers Ansichten:

„Hr. W. Obermüller hat mir den schönsten Gedanken zerstört, den freudigen Glauben, daß wir hier in Königsberg auf dem äußersten Vorposten der deutschen Cultur und Gränzwacht gegen den slavischen Osten stehen, wie die Collegen in Straßburg gegen den keltisch=romanischen Westen. Wenn aber die Kelten selber Slaven, die Sachsen Chinesen und die Preußen theils Wenden, theils Zigeuner sind, dann weiß ich nicht, weßhalb ich mich mit chinesisch=wendischer Rechtsgeschichte und dem Statsrecht dieser Zigeuner=Banden weiter abgeben soll. Und auch meine liebe bayerische Heimath hat er mir verleidet. Denn zu den Gottscheern, den alten Hartschieren der Suevenkönige, mag ich mich nicht zählen, und die Markomannen, zu denen ich immer mit Pietät als den Vätern unseres Stammes hinaufblickte, sind auch keine Deutschen! Es bleibt vor lauter Kelten und Wenden gar nichts mehr von uns übrig auf Erden. Selbst die Sprache in der ich dies schreibe, ist ein „belgisch=sächsisches, also halb chinesisches, Gemängsel.“ So lassen Sie mich verstummen […]“

## Werke
- Das Gütergleichgewicht. Eine Lösung der Frage: Wie ist dem Elende der arbeitenden Volksklassen abzuhelfen? Glükher, Constanz 1840.
- Die Bodenbildung Europas, Vorder-Asiens und der Berberei. Beigabe zur Reliefkarte von Europa. Bauerkeller, Paris um 1842.
- Les Pays et les peuples de l’Europe, de l’Asie antérieure et de Berbérie dans leur état actuel. Karte. Gravé par U.[rban] Muschani. IIe Edition revue et augmentée. Brockhaus, Leipzig 1842 (Digitalisat).
- Kleines practisches Gärtner-Lexicon enthaltend die in der Kunstgärtnerei vorkommenden lateinischen und griechischen Namen mit deren Uebersetzung ins Deutsche nebst Angabe der Abstammung wie der Personen, nach denen viele Pflanzen benannt sind. Brönner, Frankfurt am Main 1860. Später als Kleines praktisches Blumen-Lexikon […]. 4. Auflage. Schwabe, Basel 1886.
- Deutsch-keltisches, geschichtlich-geographisches Wörterbuch zur Erklärung der Fluss-, Berg-, Orts-, Gau-, Völker- und Personen-Namen Europas, West-Asiens und Nord-Afrikas im allgemeinen wie insbesondere Deutschlands nebst den daraus sich ergebenden Folgerungen für die Urgeschichte der Menschheit. 2 Bände. Denicke, Leipzig 1868/1872 (Digitalisate: Band 1, Band 2).
- Über die Herkunft der Zigeuner. 1871.
- Die Abstammung der Magyaren mit einer Einleitung über die keltischen Wanderungen und die heutigen europäischen Völker. Nebst einem Anhang über die Herkunft der Zigeuner und Rothhäute. Herzfeld & Bauer, Wien 1872.
- Über den Ursprung der Basken. 1872.
- Die Herkunft der Sekler und die atlantidisch-indische oder Zigeuner-Race. Winter, Wien 1872. Sonderdruck aus: Österreichische Wochenschrift für Wissenschaft und Kunst. Hefte 52/53, Dezember 1872.
- Amazonen, Sarmaten, Jazygen und Polen. Denicke, Berlin 1873.
- Urgeschichte der Wenden. Eine historisch-ethnologische Untersuchung über die vor den Deutschen in Mittel-Europa eingewanderten Völker. Denicke, Berlin 1874.
- Die Alpen-Völker. Titanen, Giganten, Albanesen, Neapolitaner, Chatten, Schotten, Schwaben, Schweizer und Tyroler: historisch-ethnologische Forschung. Winter, Wien 1874; 2. Auflage 1880.
- Die Hessen-Völker. Historisch-sprachliche Forschung. Band 1. 6 Hefte. Jungklaus, Cassel Jungklaus 1874–1876.
- Germanismus oder Katholizismus. 1875.
- Die Hessen-Völker. Historisch-sprachliche Forschung. Band 2: Saken und Sachsen. 6 Hefte und 1 Supplement. Eurich, Wien 1877–1878.
- Die Entstehung der Hebräer, Juden wie Israeliten, des Christentums und des Islam. Nach ägyptischen, griechischen, assyrisch-babylonischen, hebräischen und arabischen Quellen historisch-ethnologisch dargestellt. Eurich, Wien 1878.
- Die vorrömische Bevölkerung Noricums. In: Mitteilung der Wiener anthropologischen Gesellschaft. Band 10 (1879).
- Die Gaelischen Annalen. Nach der Uebertragung [Roger] O’connor’s mit Erläuterungen von Wilhelm Obermüller Vetter. Heft 1 (mehr nicht erschienen). Vetter, Wien 1887.